# Golfbane
En golfbane er et idrætsanlæg, hvorpå man spiller golf. Den består af et antal huller, oftest 18, men for mindre baners vedkommende 9, mens store baner kan have 27 eller 36 huller. Tallene stammer fra, at et almindeligt spil golf omfatter spil af 18 huller.
Hvert hul består af teeområdet, fairway, rough og andre forhindringer samt greenen med hullet og flaget til markering heraf.

## Galleri
- Typiske elementer ved et hul på en golfbane: 1=Teeområde, 2=Vandhazard, 3=Rough, 4=Out of bounds, 5=Bunker, 6=Vandhazard, 7= Fairway, 8=Green, 9=Flag, 10=Hul